# Sô-cô-la đen

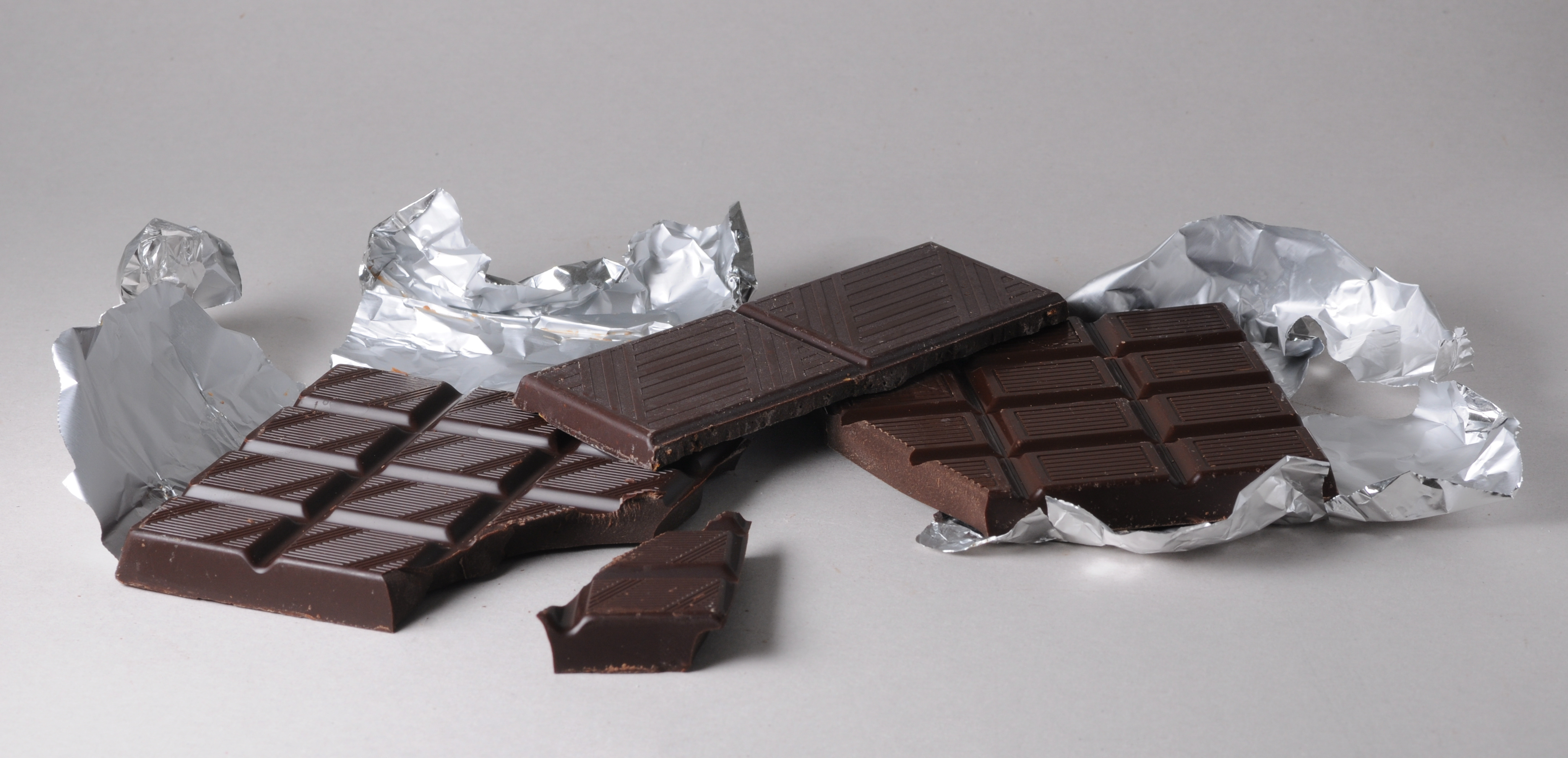
Sôcôla đen Thụy Sĩ.

Sô-cô-la đen hay sô-cô-la nguyên chất là một dạng sô-cô-la chứa ca cao khô, bơ ca cao, đường và sữa bột trong sô cô la sữa. Tiêu chuẩn của chính phủ và ngành công nghiệp ở Mỹ về những sản phẩm có thể được dán nhãn "sô cô la đen" khác nhau tùy theo quốc gia và thị trường.
Mặc dù sô cô la đen nổi tiếng là tốt cho sức khỏe hơn các loại sô cô la khác, chẳng hạn như sô cô la sữa, nhưng không có bằng chứng nào cho thấy chất lượng của chúng có lợi ích sức khỏe đáng kể, như về huyết áp, đã không được hiển thị.